# Thomisops sanmen
Thomisops sanmen là một loài nhện trong họ Thomisidae.
Loài này thuộc chi Thomisops. Thomisops sanmen được miêu tả năm 1992 bởi Da-xiang Song, Zhang & Zheng.